# Walnumfjella
Walnumfjella är ett berg i Antarktis. Det ligger i Östantarktis. Norge gör anspråk på området. Toppen på Walnumfjella är 2 870 meter över havet.
Terrängen runt Walnumfjella är varierad. Walnumfjella är den högsta punkten i trakten. Trakten är obefolkad. Det finns inga samhällen i närheten.